# 国際連合安全保障理事会決議854
国際連合安全保障理事会決議854（こくさいれんごうあんぜんほしょうりじかいけつぎ854、英: United Nations Security Council Resolution 854; UNSCR854）は、1993年8月6日に国際連合安全保障理事会で採択された決議。紛争中のジョージア（当時の名称はグルジア）領アブハジアに対する国連軍事監視団の先遣隊の展開に関する決議であり、全会一致で採択された。
国連安全保障理事会では、前月に採択された安保理決議849を受け、アブハジアおよびジョージアに対する軍事監視団の展開が目下の懸案事項となっていた。理事会は停戦の合意と履行を監視するために、10名の軍事監視団を当該地域に派遣することを決定した。
軍事監視団の任務期限は3か月間であるが、先遣隊の任務が確立した場合には、理事会は先遣隊を国連監視団に組み入れることを検討した。事務総長ブトロス・ブトロス＝ガーリによる報告では、監視団の設立は想定内であり、予算と期間、そして任務による成果を勘案して結論を出すとした。その結果、安保理決議858により、国際連合グルジア監視団の設立に至った。